# 臭素
臭素（しゅうそ、英: bromine）は、原子番号 35、原子量 79.9 の元素である。元素記号は Br。ハロゲン元素の一つ。
単体（Br2、二臭素）は常温、常圧で液体（赤褐色）である。分子量は 159.8。融点 摂氏-7.3度、沸点摂氏 58.8 度。反応性は塩素より弱い。刺激臭を持ち、劇物に分類されている。海水中にも微量存在する。

## 名称
アントワーヌ・バラールは後述するシリアツブリガイの当時の名称 murex から、元素の名称として muride を提案した。しかし、フランス学士院は muride ではなく、ギリシャ語の悪臭 (bromos)に基づく bromine に決定した。

## 歴史
アントワーヌ・バラールは、1826年にフランス学士院へ臭素発見に関する論文を提出している。フランス・モンペリエにおいて、海水と塩素の反応によって発見された。なお、ドイツのカール・レーヴィヒは、1825年に鉱泉から新元素を発見していたのだが、論文を提出する前にバラールの論文が発表されてしまった。
20世紀初頭、ドイツでは海水から臭素を得ていた。プールに導き入れた海水を塩素で酸化させて、わずかに生じる臭素をアニリンと反応させて得られる2,4,6-トリブロモフェノール（フェノールに臭素原子が3つ置換したもの）の沈殿を分解して臭素単体を得ていた。当時の価格は同質量の金より高価であったという。アメリカ合衆国においては、ダウ・ケミカル創業者のハーバート・ダウが開発した電気分解法を鹹水鉱床に用いることで、臭素生産が始まった。後に海水にもダウの手法が適用された。
精神的な興奮状態、性欲を鎮める作用があるため、19世紀には興奮性の精神病の治療薬、鎮静剤、性欲抑制剤として臭化カリウムなどの臭化物が用いられた。連用により体内に臭素が蓄積して臭素中毒を引き起こすなど毒性があるため、現在ではほとんど用いられない。
後に、イスラエルの死海周辺の井戸から産する臭化マグネシウム水溶液から得られるようになった。臭素の価格は中東和平が達成されると下がり、軍事的緊張が続くと高騰するなど不安定であったが、アメリカ合衆国のユニオン郡 (アーカンソー州)の地下水から得られるようになり、現在ではこちらが最大の産出地である。

## 性質
非金属元素の単体の中では常温・常圧で液体である唯一の元素で、二原子分子 (Br2) を形成する。色は暗赤色で、常温・常圧で蒸発しやすく、赤色の気体となる。同じハロゲンの塩素と同様、強烈な不快臭を持つ。ハロゲン中での反応性は塩素より小さく、ヨウ素より大きい。水には若干溶け、二硫化炭素と脂肪族アルコールと酢酸にはよく溶ける。多くの元素と容易に結合して強力な漂白作用を持つ。皮膚に臭素が触れると腐食を引き起こすため危険である
臭素化合物にはオゾン層を破壊したり、生物濃縮したりするものがあるため、段階的に廃止される予定となっており、次第に工業的に製造されなくなってきている。
臭素は強力な酸化剤で、金属や有機化合物と容易に反応する。
アメリカ合衆国ヴァンダービルト大学のビリー・ハドソン博士らは、ミバエへの給餌実験で臭素を除いた餌を食べ続けたグループは死滅したが、通常通り臭素を含む餌を食べた対照グループは生き残ったことから、臭素が動物にとって28番目の必須元素であることを確認したと2014年に発表した。

## 資源
工業的には臭化物イオンを含む水溶液を酸性条件下で塩素を吹き込み、酸化された臭素単体を蒸留精製する。臭素は海水中には65 ppm (0.0065%) 含まれ、推定資源量は100兆トン存在し、多くの国で海水を原料として臭素を生産している。一方、死海あるいは臭素の含有量が高い鉱水が知られており、アメリカ合衆国やイスラエルなどの国では、鉱水や死海の水を原料にして、同様に塩素で酸化して生産している。日本では海水に塩素を吹き込んで臭素を遊離させる海水法とにがりに含まれるMgBr2に塩素を吹き込んで臭素を遊離させるにがり法で生産され、生産量は2007年で26,000トン(推定)である。
米国地質調査所の2005年版統計によると、全世界の臭素の生産量は約590,000トンである。その内訳は、1位の米国が222,000トン、2位のイスラエルが206,000トンでありこの2カ国で世界の生産量の8割を占める。国連統計局の2002年度統計によると、輸出量はリサイクルされたものも含めて1位のイスラエルが94,141,000ドル、2位のベルギーが34,412,092ドルであった。
|                             | 2002年輸出金額（ドル） | 2002年生産量（トン） |
| --------------------------- | ---------------------- | -------------------- |
| アメリカ合衆国              | 16,820,987             | 225,000              |
| イスラエル                  | 94,141,000             | 206,000              |
| 中国                        | -                      | 40,000               |
| イギリス                    | 15,922,613             | 50,000               |
| 日本                        | -                      | 20,000               |
| ベルギー                    | 34,412,092             | -                    |
| オランダ                    | 19,297,583             | -                    |
| その他                      | 13,877,164             | 9,000                |
| 計                          | 194,471,439            | 550,000              |
| 説明図 臭素の生産量と輸出量 |                        |                      |

## 用途
シリアツブリガイ Bolinus brandaris（旧学名:Murex brandaris）が分泌する無色の液体が空気中で酸化されると、紫色（皇帝紫）の成分である6,6'-ジブロモインジゴが得られる。この貝は、現在のレバノン沿岸ティルスに産したため、染料はチリアンパープル (Tyrian purple) とも呼ばれた。19世紀にアニリン染料（モーブなど）が開発されるまでは、もっとも優れた紫色の染料として用いられていた。
工業的には、有鉛ガソリンの添加剤であるジブロモエタン、消火に用いる CBrClF2, CBrF3 などのハロン、土壌燻蒸剤の臭化メチルが主な用途であった。しかしながら、いずれも環境に与える影響が大きいとされ、生産・消費量は減少している。航空機、新幹線車両などの内装材にも用いられ、難燃剤として優れるポリ臭化ジフェニルエーテルは、そのほかの主な用途である。
写真の感光材として、臭素の化合物臭化銀 (silver bromide) が用いられている。このため、印画紙のことを英語では bromide paper と呼ぶ。これが転じて、アイドル等の写真であるブロマイドの語源となった。
高温で様々な無機物・有機物を含む温泉水の消毒剤として塩素剤だけでは不十分な場合があるため、BCDMH（ブロモクロロジメチルヒダントイン）を主成分とする塩素臭素剤が使用される。海外では「Bromine Tablets」という一般名で市販されている。
医薬品や農薬での利用がかつては存在したが臭素の有害性が指摘されるにつれ利用は減少した。しかし潜在的な有用性は着目されており研究開発は続けられている。

## 臭素の化合物
- 臭化カリウム (KBr)
- 臭化銀 (AgBr) - 写真の感光材料
- 臭化水素 (HBr)
- 臭化マグネシウム (MgBr2)

### 臭素系有機化合物
天然の臭素はほとんど同量の2種の安定同位体79Br（存在比0.5069）と81Br（存在比0.4931）からなるので、質量分析において臭素を1個ふくむ分子は質量数が2だけ異なり強度の等しい二本組のシグナルとして現れる特徴がある。
- ブロモホルム (CHBr3)
- 四臭化炭素 (CBr4)
- 臭素系ダイオキシン類
- N-ブロモスクシンイミド (NBS)

### 臭素のオキソ酸
臭素のオキソ酸は慣用名を持つ。次にそれらを挙げる。
| オキソ酸の名称                | 化学式（酸化数）                     | オキソ酸塩の名称              | 備考                    |
| ----------------------------- | ------------------------------------ | ----------------------------- | ----------------------- |
| 次亜臭素酸 (hypobromous acid) | {\displaystyle {\ce {HBrO}}} (+I)    | 次亜臭素酸塩 ( - hypobromite) |                         |
| 亜臭素酸 (bromous acid)       | {\displaystyle {\ce {HBrO2}}} (+III) | 亜臭素酸塩 ( - bromite)       |                         |
| 臭素酸 (bromic acid)          | {\displaystyle {\ce {HBrO3}}} (+V)   | 臭素酸塩 ( - bromate)         | 臭素酸塩は危険物第1類。 |
| 過臭素酸 (perbromic acid)     | {\displaystyle {\ce {HBrO4}}} (+VII) | 過臭素酸塩 ( - perbromate)    |                         |

- オキソ酸塩名称の '-' にはカチオン種の名称が入る。